# دونوفان دبليو. فرانك
دونوفان دبليو. فرانك (بالإنجليزية: Donovan W. Frank)‏ هو محامي وقاضي أمريكي، ولد في 1951 في روشستر في الولايات المتحدة.